# C/2024 G3 (ATLAS)
Pour les articles homonymes, voir Comète ATLAS.
 (avril 2025).
Améliorez-le ou discutez des points à vérifier. 
C/2024 G3 (ATLAS) est une comète non périodique découverte le 5 avril 2024 par le Asteroid Terrestrial-impact Last Alert System. Il a été estimé qu'elle puisse être la comète la plus brillante de 2025, ayant atteint une magnitude apparente minimale de -3,8 le jour de son périhélie, le 13 janvier 2025, à une distance de 0,09 UA (13 millions de km) du Soleil. La majorité des observations concernant cette comète se sont faites depuis l'hémisphère sud, 2024 G3 restant en dessous de l'horizon dans le nord. Elle fut cependant observable depuis une partie du nord en plein jour autour de son périhélie.

## Histoire observationnelle
La comète a été découverte par le système d'alerte ultime d'impact d'astéroïdes (ATLAS) le 5 avril 2024, sur des images obtenues avec un télescope de 50 cm situé à Río Hurtado, au Chili. La comète avait alors une magnitude apparente de 19 et elle se situait à environ 4,38 UA (655 millions de km) de la Terre. Elle montrait alors une coma de 4,5 secondes d'arc et une queue cométaire droite.
Le 30 octobre 2024, sa magnitude apparente avait montée jusqu'à 11,9, selon les observations rapportées dans la base de données COBS. À la mi-décembre 2024, elle avait alors atteint la magnitude 8 et était située dans la constellation du Scorpion, visible à l'aube dans les régions sud et équatoriales. À la fin du mois, sa magnitude était estimée entre 5 et 5,5, avec une coma d'environ 2' (minutes d'arc) de large et une queue de 18'. Le 2 janvier 2025, l'astronome amateur Terry Lovejoy a signalé que la comète avait connu une augmentation soudaine de sa luminosité, estimant sa magnitude à 3,7 photographiquement et 3,2 visuellement. Le jour suivant, elle passa de 2 à 2,4, la rendant marginalement visible à l'œil nu. C'est également ce jour-là que l'ombre du noyau projetée sur la queue fut observée pour la première fois.

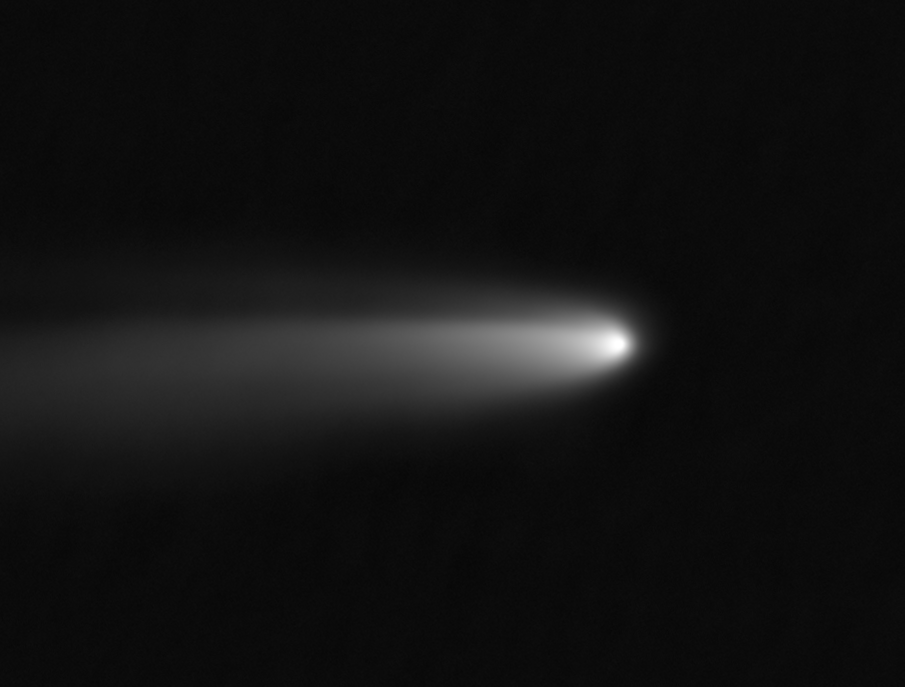
La comète ATLAS imagée en plein jour en proche infrarouge depuis Marseille.

Elle fut photographiée par les cosmonautes Ivan Vagner et Donald Pettit à bord de la Station spatiale internationale le 10 et 11 janvier. La comète entra dans le champ de vision du coronographe LASCO C3 du satellite solaire SOHO le 11 janvier et a été visible jusqu'au 15. Durant la semaine de son périhélie, la comète est devenue suffisamment brillante pour être visible en plein jour (avec de l'équipement adapté), et aurait été visible à l'œil nu. Après le périhélie, la comète est réapparue dans l'hémisphère sud, étant clairement visible à l'œil nu. Le 18 janvier, la longueur de sa queue a été mesurée à 4 degrés de long, tandis que sa magnitude a été estimée à -0,9. Cependant, le 19 janvier, l’astrophotographe Lionel Majzik a signalé le premier que le noyau de la comète présentait un profil en bar, indiquant sa désintégration,. Malgré cela, la comète a conservé la forme de sa queue, ce qui donne désormais une comète sans noyau, similaire à C/2011 W3 (Lovejoy) en 2011.

## Orbite
Au moment de la découverte, il était spéculé qu'il s'agissait du premier passage de cette comète dans le système solaire interne, et avec une magnitude absolue de 9, il y avait très peu de chance, voire aucune, qu'elle survive au périhélie. Mais au fur et à mesure que l'orbite a été affinée, il s'est avéré qu'il s'agissait probablement d'une comète ancienne, s'étant déjà rapprochée du Soleil auparavant. Selon les calculs orbitaux à long terme effectués par le système d'éphémérides JPL Horizons, après l'approche du Soleil en 2025, la distance de l'aphélie de la comète sera plus de deux fois plus éloignée qu'auparavant, et sa période orbitale sera d'environ 600 000 ans.

## Désintégration
Dès le 12 janvier, une observation à haute résolution faite en plein jour faisait déjà état d'une fragmentation claire du noyau. Bien que la cause exacte de la fragmentation de la comète soit actuellement inconnue, il est probable qu'un réchauffement solaire intense au périhélie ait provoqué des jets et un dégazage du noyau, conduisant à sa fragmentation éventuelle. Puis, le 19 janvier, la disparition du noyau de la comète a été signalée, la perte significative s’étant produite entre le 18 et le 19 janvier. Par la suite, la tête de la comète a pris une forme de bar, signe important d’une désintégration complète du noyau. Cette observation a ensuite été confirmée par plusieurs autres observateurs.
Due à la faible taille du noyau, les événements se produisant dans son immédiate proximité n'affecte la morphologie à grande échelle de la comète qu'après plusieurs jours. Il est donc certain que la fragmentation ne s'est pas produite le 19. Plusieurs rapports ont indiqué que la comète semblait plus brillante sur les données de SOHO un jour après son périhélie, le 14 janvier. Ces données montrent également qu'à 17h30 UT la comète a connu une augmentation soudaine de sa luminosité, suivit d'une diffusion de cette dernière, indiquant que le noyau s’effondrait alors en un nuage de poussière.